# Лонг Лејк (Њујорк)
Лонг Лејк (енгл. Long Lake) насељено је место без административног статуса у америчкој савезној држави Њујорк.

## Демографија
По попису из 2010. године број становника је 547.
| Група             | 2000.    | 2010.       |
| Белци             | 0 (0,0%) | 521 (95,2%) |
| Афроамериканци    | 0 (0,0%) | 9 (1,6%)    |
| Азијати           | 0 (0,0%) | 2 (0,4%)    |
| Хиспаноамериканци | 0 (0,0%) | 8 (1,5%)    |
| Укупно            | 0        | 547         |